# Metalurgica Reghin
Metalurgica Reghin a fost o companie din România producătoare de piese și accesorii auto pentru autovehicule și motoare de autovehicule și de articole turnate din fontă și oțel.
Compania a fost privatizată în anul 2003, prin vânzarea unui pachet de 96,3912% din acțiuni .
Număr de angajați:
- 2009: 150[2]
- 2007: 220[3]
- 2003: 240[3]
- 1990: 4.000[3]

Cifra de afaceri în 2007: 8 milioane lei

### Despre
Înfiintata in anul 1950 cu denumirea de Intreprinderea Agricola Raionala "Republica" avand ca obiect de activitate, presarea uleiului, fabricarea de materiale de constructii, un mic sector de turnare fontă, un sector de strungărie, lacatuserie și un atelier de reparații mecanice, cu o capacitate totală, de 25-30 muncitori. Tot în aceeași perioadă se amenajează și o turnătorie de fontă cenușie cu 5 muncitori, care în anii 1954-1955 se dezvoltă ajungând la 40 muncitori, având ca scop turnarea de obiecte casnice pentru fondul pieții. Între anii 1960 – 1965 întreprinderea se profilează numai pe activitatea specifică construcțiilor de mașini. În anul 1966, sub denumirea de I.M. Republica Reghin, a fost preluată turnătoria de fontă cu grafit nodular de la Uzinele „Tractorul” din Brașov. Pe baza acestor dezvoltări, în perioada 1966 – 1973, întreprinderea își triplează capacitățile de producție și se profilează ca întreprindere constructoare de mașini, cu un numar de peste 1000 de muncitori, făcând parte integrantă din centrala industrială de autovehicule pentru transport Brașov.